# Moritz Seider
Moritz „Mo“ Seider (* 6. April 2001 in Zell (Mosel)) ist ein deutscher Eishockeyspieler, der seit Juli 2019 bei den Detroit Red Wings aus der National Hockey League (NHL) unter Vertrag steht und dort mit Beginn der Saison 2021/22 zum Kader gehört. Der Verteidiger gilt als eines der vielversprechendsten Talente im deutschen Eishockey und wurde im NHL Entry Draft 2019 an sechster Position von den Red Wings ausgewählt. In seinem ersten Profijahr gewann er im Frühjahr 2019 mit den Adler Mannheim die Deutsche Meisterschaft und wurde zudem als DEL-Rookie des Jahres ausgezeichnet. Im Juni 2022 ehrte ihn auch die NHL als besten Rookie mit der Calder Memorial Trophy, womit Seider der erste deutsche Spieler ist, der diese Auszeichnung erhielt.

## Karriere

### Jugend
Seider, der im rheinland-pfälzischen Zell (Mosel) geboren wurde, erlernte das Eishockeyspielen in der thüringischen Landeshauptstadt Erfurt in der Jugendabteilung des EHC Erfurt. Dort spielte der gelernte Verteidiger bis zum Sommer 2015. Bereits als 12-Jähriger hatte er dabei in der Saison 2013/14 im Kader der U16-Auswahl gestanden und in der Schüler-Bundesliga gespielt. Dort konnte er in beiden Spielzeiten jeweils mehr als einen Scorerpunkt pro Partie erzielen. In insgesamt 43 Einsätzen kam er auf 57 Punkte. Die Leistungen des Jugendlichen machten alsbald auch die Kaderschmieden der Klubs der Deutschen Eishockey Liga (DEL) auf Seider aufmerksam, der schließlich im Sommer 2015 in den Nachwuchs der Adler Mannheim wechselte. Für die Jungadler kam er weiterhin in der Schüler-Bundesliga zu Einsätzen. In den zwei Jahren, die er weiterhin in dieser Altersklasse auflief, erzielte er weitere 40 Punkte in 48 Spielen. Im Verlauf der Saison 2016/17 kam er aber auch vermehrt zu Einsätzen in der Deutschen Nachwuchsliga, wo die U19-Mannschaft des Klubs ansässig war. Auch dort konnte der 15-Jährige mit 13 Punkten in doppelt so vielen Begegnungen überzeugen. Am Ende der Spielzeit sicherte er sich mit den Jungadlern die Meisterschaft der DNL.
Das Spieljahr 2017/18 verbrachte Seider ausschließlich im U19-Kader in der DNL. In 26 Spielen erreichte er dabei 27 Punkte und erhielt im April 2018 einen Profivertrag bei den Adlern in der DEL. Dort kam er im restlichen Verlauf der Saison zu seinem Debüt und absolvierte insgesamt vier Spiele. Beim CHL Import Draft 2018 wurde er von der Owen Sound Attack in der zweiten Runde als insgesamt 105. Spieler ausgewählt, verblieb aber weiter in Mannheim. Mit Beginn der Saison 2018/19 schaffte der 17-jährige Verteidiger den Sprung in den Kader und avancierte zum Stammspieler. Am Ende der regulären Saison erhielt er die Auszeichnung zum Rookie des Jahres der höchsten deutschen Eishockeyspielklasse.

### NHL
Im folgenden NHL Entry Draft 2019 berücksichtigten ihn die Detroit Red Wings aus der National Hockey League an sechster Position, womit er zum am höchsten ausgewählten Deutschen nach Leon Draisaitl wurde. Zudem war er der erste in Deutschland geborene und ausgebildete Verteidiger, der in der ersten Draftrunde ausgewählt wurde. Die Red Wings statteten Seider im Juli 2019 mit einem Einstiegsvertrag aus, woraufhin er im Sommer nach Nordamerika wechselte und zum Saisonstart einen Kaderplatz in Detroits Farmteam, den Grand Rapids Griffins, in der American Hockey League erhielt. Für diese  bestritt er in der Spielzeit 2019/20 insgesamt 49 Partien, in denen er 22 Scorerpunkte verzeichnete.
Im August 2020 gaben die Red Wings bekannt, dass Seider vorerst auf Leihbasis nach Mannheim zurückkehrt. Aufgrund der ungewissen Situation um die Terminierung des Startes der neuen DEL-Saison beendeten die Red Wings im Oktober 2020 jedoch die Leihe zu den Adlern Mannheim. Seider wurde daraufhin zu Rögle BK weiterverliehen und absolvierte somit die Saison 2020/21 in der schwedischen Svenska Hockeyligan. Mit Rögle erreichte er das Playoff-Finale, unterlag dort allerdings den Växjö Lakers. Persönlich erzielte er 28 Punkte in 41 Partien und wurde am Ende der Spielzeit als bester Verteidiger der Liga ausgezeichnet, eine Ehrung, die jedoch nicht mit der Salming Trophy zu verwechseln ist.
Schließlich kehrte er im Sommer 2021 in die Organisation der Detroit Red Wings zurück und debütierte für das Team im Oktober 2021 in der NHL. Er verzeichnete dabei in seinen ersten neun Partien acht Scorerpunkte, sodass er als NHL-Rookie des Monats Oktober geehrt wurde. Am Ende der Saison 2021/22 platzierte er sich mit 50 Punkten auf dem vierten Rang der Rookie-Scorerliste und wurde dabei zum besten Vorlagengeber (43) sowie zum punktbesten Abwehrspieler. Demzufolge gehörte er mit Michael Bunting und Trevor Zegras zu den drei Finalisten für die Calder Memorial Trophy, die den besten Rookie der Liga ehrt und die er letztlich auch gewann. Darüber hinaus fand er im NHL All-Rookie Team Berücksichtigung.
Im September 2024 unterzeichnete Seider einen neuen Siebenjahresvertrag bei den Red Wings, der ihm ein durchschnittliches Jahresgehalt von ca. 8,5 Millionen US-Dollar einbringen soll.

### International

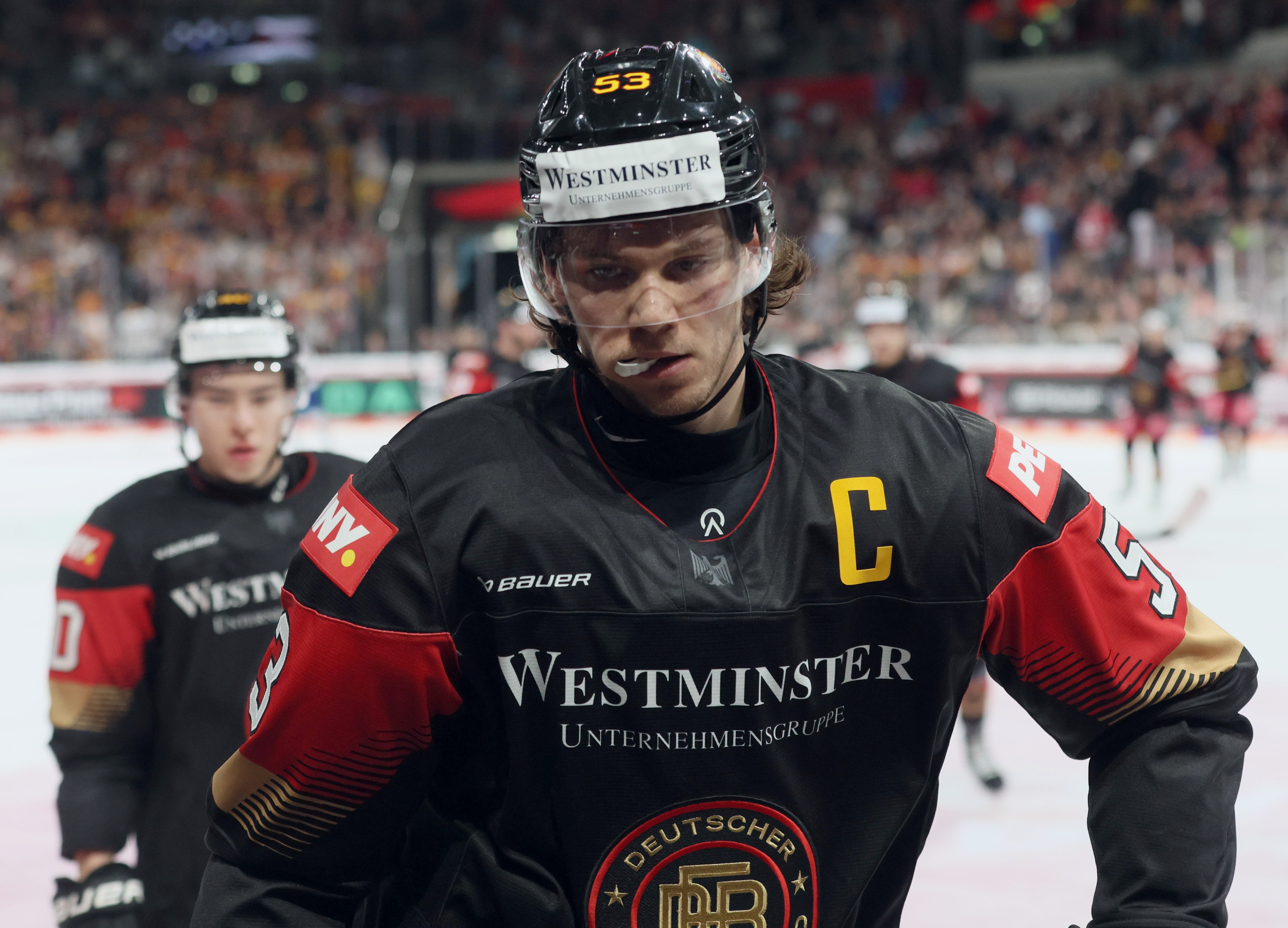
Seider als Kapitän der deutschen Nationalmannschaft (2025)

Für sein Heimatland stand Seider sowohl im Junioren- als auch Seniorenbereich auf dem Eis. Sein erstes internationales Turnier absolvierte er mit der U18-Junioren-Weltmeisterschaft der Division IA 2017 im slowenischen Bled, die für die deutsche Mannschaft mit einem enttäuschenden fünften Platz endete. Noch im selben Jahr kam der Verteidiger im Rahmen der U20-Junioren-Weltmeisterschaft der Division IA 2018 in den französischen Wintersportorten Courchevel und Méribel zu seinen ersten Spielen für die deutsche U20-Nationalmannschaft. Jedoch verpasste die deutsche Auswahl auch dort den angepeilten Wiederaufstieg. Bei der U18-Junioren-Weltmeisterschaft der Division IA 2018 im Dezember 2017 in der lettischen Hauptstadt Riga musste sich das deutsche Team hinter dem Gastgeber mit dem zweiten Rang begnügen. Allerdings wurde Seider mit der Wahl zum besten Abwehrspieler des Turniers individuell ausgezeichnet. Bei der U20-Junioren-Weltmeisterschaft der Division IA 2019 im Dezember 2018 im heimischen Füssen gelang der deutschen U20-Auswahl der Wiederaufstieg in die Top-Division. Mit sieben Scorerpunkten hatte der Defensivakteur, der als Mannschaftskapitän fungierte, maßgeblichen Anteil daran. Unter anderem war er punktbester Verteidiger und wies die beste Plus/Minus-Bilanz auf. Zudem erhielt er abermals die Auszeichnung als bester Verteidiger des Turniers. Zum dritten und letzten Mal spielte Seider im Juniorenbereich schließlich bei der U20-Weltmeisterschaft 2020.
Am 7. Mai 2019 debütierte Seider für die deutsche A-Nationalmannschaft bei einem Testspiel im Rahmen der Vorbereitung auf die Weltmeisterschaft 2019 gegen die Vereinigten Staaten. Später nahm der 18-Jährige als jüngster deutscher Spieler an der WM in der Slowakei teil und erzielte dabei in der Auftaktpartie gegen Großbritannien seinen ersten Treffer im Nationaltrikot. Bei der Weltmeisterschaft 2021 gehörte Seider erneut zum deutschen Aufgebot und erreichte mit dem Team den vierten Platz. Zudem wurde er zum besten Verteidiger sowie ins All-Star-Team des Turniers gewählt. Zwei Jahre später war Seider maßgeblich am Gewinn der Silbermedaille bei der Weltmeisterschaft 2023 beteiligt, als er abermals ins All-Star-Team der Welttitelkämpfe berufen wurde. Bei der Weltmeisterschaft 2025 erfolgte eine erneute Teilnahme.

## Erfolge und Auszeichnungen
| - 2017 DNL-Meister mit den Jungadler Mannheim - 2018 DNL-Meister mit den Jungadler Mannheim - 2019 DEL-Rookie des Jahres - 2019 Deutscher Meister mit den Adler Mannheim - 2021 Schwedischer Vizemeister mit Rögle BK | - 2021 Bester Verteidiger der Svenska Hockeyligan - 2021 NHL-Rookie des Monats Oktober - 2022 Calder Memorial Trophy - 2022 NHL All-Rookie Team |

### International
| - 2018 Bester Verteidiger der U18-Junioren-Weltmeisterschaft der Division IA - 2019 Aufstieg in die Top-Division bei der U20-Junioren-Weltmeisterschaft der Division IA - 2019 Bester Verteidiger der U20-Junioren-Weltmeisterschaft der Division IA - 2019 Beste Plus/Minus-Wertung der U20-Junioren-Weltmeisterschaft der Division IA | - 2021 Bester Verteidiger der Weltmeisterschaft - 2021 All-Star-Team der Weltmeisterschaft - 2023 Silbermedaille bei der Weltmeisterschaft - 2023 All-Star-Team der Weltmeisterschaft |

## Karrierestatistik
Stand: Ende der Saison 2024/25

### International
Vertrat Deutschland bei:
| - U18-Junioren-Weltmeisterschaft der Division IA 2017 - U20-Junioren-Weltmeisterschaft der Division IA 2018 - U18-Junioren-Weltmeisterschaft der Division IA 2018 - U20-Junioren-Weltmeisterschaft der Division IA 2019 - Weltmeisterschaft 2019 | - U20-Junioren-Weltmeisterschaft 2020 - Weltmeisterschaft 2021 - Weltmeisterschaft 2022 - Weltmeisterschaft 2023 - Weltmeisterschaft 2025 |

(Legende zur Spielerstatistik: Sp oder GP = absolvierte Spiele; T oder G = erzielte Tore; V oder A = erzielte Assists; Pkt oder Pts = erzielte Scorerpunkte; SM oder PIM = erhaltene Strafminuten; +/− = Plus/Minus-Bilanz; PP = erzielte Überzahltore; SH = erzielte Unterzahltore; GW = erzielte Siegtore; 1 Play-downs/Relegation; Kursiv: Statistik nicht vollständig)